# Västergötlands runinskrifter 37
Västergötlands runinskrifter 37 är en vikingatida runsten av granit vid Rackeby kyrka, Rackeby socken och Lidköpings kommun. Runstenen är 1,6 meter hög, intill 0,7 meter bred och 0,3 till 0,4 meter tjock. Runhöjden är 17-18,5 centimeter. Stenen var tidigare inmurad i sakristian  men restes 1868 på kyrkogården.

## Inskriften
Translitterering av runraden:
uþakrimʀ : sati : sin : þonsi : ift : oskil : sun ...
Normalisering till runsvenska:
Auðgrimʀ(?) satti stæin þannsi æftiʀ Æskel, sun ...
Översättning till nusvenska:
Ödgrim(?) satte denna sten efter Eskil, (sin?) son ...